# Danger Freak
Danger Freak è un videogioco a scorrimento laterale, pubblicato da Rainbow Arts nel 1988 per Commodore 64 e nel 1989 per Amiga, in cui si impersona uno stuntman impegnato a effettuare acrobazie in vari film.

## Modalità di gioco
Lo scopo del gioco è cercare di fare il lavoro dello stuntman, evitando i vari imprevisti del genere ed evitando sia di esaurire la propria salute, sia di commettere troppi errori, conteggiati come "tagli" che il regista del film effettua alle riprese. Il gioco si svolge su tre livelli in tre diversi ambienti (due nella versione Amiga). Tra un livello e l'altro c'è un intermezzo bonus, una gara di motociclette su pista con visuale dall'alto e schermata fissa, simile a Super Sprint.
- Livello 1: Si guida una motocicletta tipo motocross su una strada a visuale isometrica e scorrimento orizzontale, cercando di evitare esplosioni, cadute accidentali, uomini armati di mazza da baseball e altri pericoli. Oltre a sterzare e cambiare velocità è possibile abbassarsi o impennare. Al termine della sequenza il personaggio deve saltare in piedi su un'auto, e mentre questa è in corsa deve afferrare al volo una scala penzolante da un elicottero.

- Livello 2: La meccanica di gioco è simile a quella del livello precedente, ma questa volta lo stuntman dovrà destreggiarsi su una moto d'acqua evitando bagnanti, squali, mine, e molti altri pericoli. Al termine, bisogna di nuovo afferrare al volo la scala di corda, ma questa volta stando sopra un sottomarino (che nella versione Amiga è quello di Yellow Submarine).

- Livello 3 (solo Commodore 64): Sempre con scorrimento orizzontale ma visuale di profilo, si controlla un piccolo velivolo-razzo in aria che deve evitare pericoli come uccelli e aerei. Infine bisogna paracadutarsi su una piattaforma.